# 1852년 미국 대통령 선거
1852년 미국 대통령 선거는 1852년 미국에서 치러진 대통령 선거로, 민주당의 프랭클린 피어스 후보가 당선되었다

## 후보선출

### 휘그당
1852년 휘그당 전당대회는 멕시코 전쟁의 영웅 윈필드 스콧 장군이 밀라드 필모어 대통령을 누르고 대통령 후보로 선출된다

### 민주당
1852년 민주당 전당대회는 49차에 걸친 투표 끝에 35차 투표부터 참여한 프랭클린 피어스 전 상원의원이 막강한 루이스 캐스 전 후보와 제임스 뷰캐넌 전 국무장관을 누르고 대통령 후보로 선출된다

### 자유토지당
자유토지당은 다수가 민주당으로 복당하거나 자유당에 합류했음에도 불구하고 여전히 영향력 있는 제3당이었고, 1852년 전당대회에서 존 헤일 상원의원을 대통령 후보로 선출한다

### 자유당
자유당은 자유토지당 일부를 흡수했음에도 불구하고, 분열로 인해 후보를 내지 못한다

### 연합당
1851년 휘그당에서 갈라져나온 연합당은 1852년 10월 7일 전당대회를 열고 휘그당 경선에서 떨어진 대니얼 웹스터 국무장관을 대통령 후보로 추대한다

### 남부권리당
남부민주당에서 갈라져나와 만든 남부권리당은 조지 트룹 상원의원을 대통령 후보로 선출한다

## 선거 과정
선거 직전 연합당의 대니얼 웹스터 후보가 사망한다.

## 선거 결과
| 대통령 후보         | 정당              | 근거지       | 득표수    | 지지율   | 선거인단 득표 |
| ------------------- | ----------------- | ------------ | --------- | -------- | ------------- |
| 프랭클린 피어스     | 민주당            | 뉴햄프셔     | 1,607,510 | 50.8%    | 254           |
| 윈필드 스콧         | 휘그당            | 뉴저지       | 1,386,942 | 43.9%    | 42            |
| 존 헤일             | 자유토지당        | 뉴햄프셔     | 155,210   | 4.9%     | 0             |
| 대니얼 웹스터(사망) | 연합당            | 매사추세츠   | 6,994     | 0.2%     | 0             |
| 제이컵 브룸         | 아메리카 원주민당 | 펜실베이니아 | 2,566     | 0.1%     | 0             |
| 조지 트룹           | 남부권리당        | 조지아       | 2,331     | 0.1%     | 0             |
| 계                  | 계                | 계           | 3,161,830 | 100.00 % | 296           |

| 부통령 후보     | 정당              | 근거지          | 선거인단 득표 |
| --------------- | ----------------- | --------------- | ------------- |
| 윌리엄 킹       | 민주당            | 앨라배마        | 254           |
| 윌리엄 그레이엄 | 휘그당            | 노스 캐롤라이나 | 127           |
| 조지 줄리언     | 자유토지당        | 인디애나        | 0             |
| 찰스 J. 젱킨스  | 연합당            | 조지아          | 0             |
| 레이넬 코츠     | 아메리카 원주민당 | 뉴저지          | 0             |
| 존 퀴트먼       | 남부권리당        | 미시시피        | 0             |
| 계              | 계                | 296             |               |

휘그당은 선거 패배와 더불어, 노예제 문제를 둘러싸고 남부와 북부의 긴장이 심해지며 결국 대선 직후 붕괴하기에 이르고, 1854년 공화당 창당으로 이어진다

## 같이 보기
- 제2 정당제 (미국)
- 1852년 미국 하원의원 선거
- 1852년 미국 상원의원 선거